# Frank De Winne
Frank De Winne, visconte De Winne (Gand, 25 aprile 1961), è un ex astronauta belga.
È sposato ed ha tre figli. È un ufficiale delle Forze Aeree Belghe ed è stato il secondo belga ad andare nello spazio dopo Dirk Frimout.

## Carriera
De Winne si è diplomato all'accademia militare come ingegnere. Ha seguito il corso di volo elemtare alle Forze Aeree Belghe, completato ha volato sui Mirage 5. Nel 1998 ha comandato il 349º squadrone durante l'Operazione Allied Force.
Complessivamente ha collezionato più di 2.300 ore di volo, attualmente ha il grado di colonnello alle Forze Aeree Belghe.
Nell'ottobre 1998 è stato selezionato come astronauta dall'ESA, nel 2000 ha completato l'addestramento. Il 30 ottobre 2002 è partito con la Sojuz TMA-1 alla volta della Stazione spaziale internazionale in qualità di ingegnere di volo. De Winne ha completato con successo 23 esperimenti ed è rientrato il 10 novembre con la Sojuz TM-34.
In seguito ha partecipato alla missione Expedition 20 e ha preso il comando della Expedition 21.